# Eilema orientalis
Eilema orientalis là một loài bướm đêm thuộc phân họ Arctiinae, họ Erebidae.